# Lorena Gale
Lorena Gale (ur. 9 maja 1958 w Montrealu, zm. 21 czerwca 2009 w Vancouver) – kanadyjska aktorka.

## Wybrana filmografia
- 1982: Godziny odwiedzin jako pielęgniarka 1
- 1995: Ebbie jako Rita
- 2001: Luźny gość jako psychiatra / pracownik socjalny
- 2003: Agent Cody Banks jako kelnerka
- 2004: Efekt motyla jako Pani Boswell
- 2005: Fantastyczna czwórka
- 2005: Egzorcyzmy Emily Rose jako Jury Foreman
- 2006: Robale jako Janene
- 2006: Tron Syreny jako Hepzibah
- 2007: Druga szansa
- 2008: Kopciuszek: Roztańczona historia jako Helga
- 2008: Zdrajca jako Dierdre Horn
- 2009: Scooby-Doo: Strachy i patałachy jako bibliotekarka